# Arsen Džulfalakjan
Arsen Džulfalakjan (* 8. května 1987) je arménský zápasník – klasik, stříbrný olympijský medailista z roku 2012.

## Sportovní kariéra
Pochází z rodiny slavného arménského zápasníka Levona Džulfalakjana, olympijského vítěze z roku 1988. Zápasení se věnoval od útlého dětství. Po vzoru otce se specializoval na řecko-římský styl. V arménské mužské reprezentaci se prosazoval od roku 2007 ve váze do 74 kg. V roce 2008 se kvalifikoval na olympijské hry v Pekingu, kde vypadl ve druhém kole po vyrovnaném zápase s Maďarem Péterem Bácsim 1:2 na sety.
V roce 2012 startoval jako jeden z favoritů na olympijskou medaili na olympijských hrách V Londýně. Od úvodního kola potvrzoval výbornou připravenost, v semifinále porazil rivala z Ázerbájdžánu Emina Ahmadova 2:0 a sety a postoupil do finále proti Romanu Vlasovovi z Ruska. Vyrovnané finále rozhodly za nerozhodného stavu dva, podle tehdejších pravidel, nařízené partery půl minuty před koncem setu. V prvním setu se v parteru Vlasovi neubránil a prohrál 0:1 na technické body. Ve druhém setu se role obrátily, ale Vlasov se mu v parteru vysmekl a touto chybou prohrál druhý set 0:1 na technické body. Po prohře 0:2 na sety získal stříbrnou olympijskou medaili. V témže roce byl za tento úspěch vyhlášen arménským sportovcem roku.
V roce 2014, po zisku titulu mistra světa ho trápila vleklá zranění. V roce 2016 se zvládl kvalifikovat na olympijské hry v Riu, ale v úvodním kole nepřešel přes Bulhara Daniela Aleksandrova v poměru 2:3 na technické body.

## Výsledky
| Turnaj             | 2002 | 2003 | 2004 | 2005 | 2006 | 2007 | 2008 | 2009 | 2010 | 2011 | 2012 | 2013 | 2014 | 2015 | 2016 |
| Turnaj             | 15   | 16   | 17   | 18   | 19   | 20   | 21   | 22   | 23   | 24   | 25   | 26   | 27   | 28   | 29   |
| Turnaj             | -74  | -74  | -74  | -74  | -74  | -74  | -74  | -74  | -74  | -74  | -74  | -74  | -75  | -75  | -75  |
| ------------------ | ---- | ---- | ---- | ---- | ---- | ---- | ---- | ---- | ---- | ---- | ---- | ---- | ---- | ---- | ---- |
| Olympijské hry     |      |      | —    |      |      |      | úč.  |      |      |      | 2.   |      |      |      | úč.  |
| Mistrovství světa  | —    | —    |      | —    | —    | úč.  |      | úč.  | 2.   | 3.   |      | 3.   | 1.   | úč.  |      |
| Evropské hry       |      |      |      |      |      |      |      |      |      |      |      |      |      | —    |      |
| Mistrovství Evropy | —    | —    | —    | —    | —    | 5.   | —    | 1.   | —    | 5.   | 3.   | —    | 2.   | —    | —    |
| Univerziáda        |      |      |      | —    |      |      |      |      |      |      |      | 3.   |      |      |      |
| MS juniorů         |      | —    |      | —    | úč.  | 1.   |      |      |      |      |      |      |      |      |      |
| ME juniorů         | —    |      | —    | 2.   | 3.   | —    |      |      |      |      |      |      |      |      |      |
| ME dorostenců      | 6.   | 1.   | 1.   |      |      |      |      |      |      |      |      |      |      |      |      |